# الفيلق السلافي
الفيلق السلافي (بالروسية: Славянский Корпус) هي شركة عسكرية خاصة مقرها في هونغ كونغ. شارك المنتسبون إليها في الحرب الأهلية السورية.

## التشكيل
حسب التقارير الإعلامية، فيلق السلفي مسجل في هونغ كونغ من قبل عميلين في شركة الأمن السرية، مجموعة موران الأمنية. قوميان روسيان: فاديم غوسيف ويفغيني سيدوروف.
في ربيع عام 2013، إعلانات أعمال من قبل شركة مقرها هونغ كونغ ظهرت في مواقع متعلقة بالعسكرية الروسية. تتعهد الإعلانات ب5,000 دولار أمريكي في الشهر مقابل واجبات حراسة لحماية منشآت الطاقة السورية أثناء الحرب الأهلية السورية. جذبت الإعلانات انتباه الأعضاء السابقين في أومون ووحدة الاستجابة السريعة الخاصة والقوات المنقولة جوا الروسية وسبيتسناز؛ كان للعديد منهم تجربة عسكرية سابقة في الحرب الأهلية الطاجيكية والحرب الشيشانية الثانية.